# Tavarius Shine
Tavarius Shine (ur. 5 maja 1994 w Irving) – amerykański koszykarz, występujący na pozycjach rzucającego obrońcy lub niskiego skrzydłowego.
7 sierpnia 2019 dołączył do zespołu z MKS-u Dąbrowy Górniczej. 29 listopada opuścił klub.

## Osiągnięcia
Stan na 14 stycznia 2020, na podstawie, o ile nie zaznaczono inaczej.
NCAA
- Uczestnik turnieju NCAA Final Four (2015, 2017)